# صدى النسيان
صدى النسيان هي مجموعة قصصية من تأليف الأديب المصري الحاصل على جائزة نوبل في الأدب نجيب محفوظ صدرت للمرة الأولى في عام 1999، ثُمّ أعادت دار الشروق للنشر والتوزيع بالقاهرة طبعها ونشرها مرة أخرى في عام 2006.

## عن الكتاب
ألف نجيب محفوظ كتاب صدى النسيان قبل محاولة اغتياله كما تقول ابنته أم كلثوم، ويتألف الكتاب من مجموعة قصصية تضمّ اثنتى وعشرين قصة قصيرة جداً أشبه بأسلوب اللقطات، وتدور جميعها في أجواء الحارة المصرية كعادة أدب نجيب محفوظ، وحيث تلتقي شخصياته المميزة مثل شخصية الراوى الذى لا يقتصر دوره على سرد القصة بل يشارك أحياناً في صنع أحداثها، كما يحلل المشاعر والأفكار التى تدور في عقل الشخصيات. وتحمل القصص القصيرة جدا التي يحتويها الكتاب عناوينًا مثل:
- قمر
- علي لوز
- زغرودة
- مدد
- الطاحونة
- نذير من بعيد
- الهتاف
- حديقة الورد
- صدى النسيان
- العشق في الظلام
- الأرض
- معركة الحصن القديم
- الصعود إلى القمر
- ذاكرة الجيران
- السعادة
- القانون
- القلوب الطائرة

## دراسات نقدية وأكاديمية حولاللكتاب
قدّمت الدكتورة منى سرايا مدرس الأدب المقارن بكليّة الآداب في جامعة القاهرة دراسة بعنوان «صدى النسيان : الأشكال الروائية والأبعاد الرمزية للبعث».

## روابط خارجية
- صفحة الكتاب على موقع جود ريدز
- صفحة الكتاب على موقع أبجد